# Andrew H. Hamilton

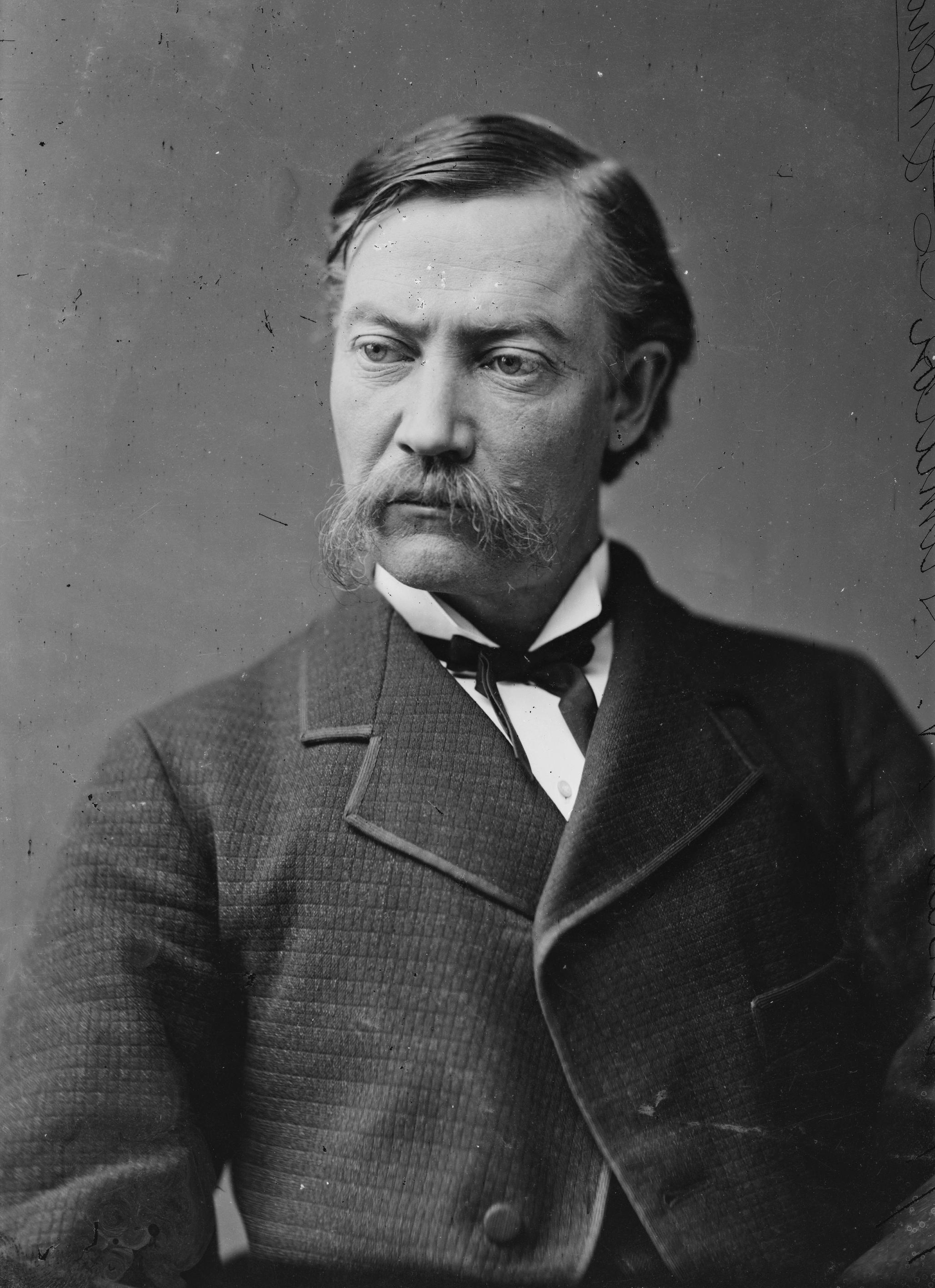
Andrew H. Hamilton

Andrew Holman Hamilton (* 7. Juni 1834 in Fort Wayne, Indiana; † 9. Mai 1895 ebenda) war ein US-amerikanischer Politiker. Zwischen 1875 und 1879 vertrat er den Bundesstaat Indiana im US-Repräsentantenhaus.

## Werdegang
Andrew Hamilton besuchte die öffentlichen Schulen seiner Heimat und danach bis 1854 das Wabash College in Crawfordsville. Nach einem anschließenden Jurastudium an der Harvard University und seiner im Jahr 1859 erfolgten Zulassung als Rechtsanwalt begann er in Fort Wayne in seinem neuen Beruf zu arbeiten. Gleichzeitig begann er als Mitglied der Demokratischen Partei eine politische Laufbahn.
Bei den Kongresswahlen des Jahres 1874 wurde er im zwölften Wahlbezirk von Indiana in das US-Repräsentantenhaus in Washington, D.C. gewählt, wo er am 4. März 1875 die Nachfolge von Godlove Stein Orth antrat. Nach einer Wiederwahl konnte er bis zum 3. März 1879 zwei Legislaturperioden im Kongress absolvieren. Nach seinem Ausscheiden aus dem US-Repräsentantenhaus praktizierte Andrew Hamilton wieder als Anwalt in Fort Wayne, wo er am 9. Mai 1895 starb.